# Angelikí Papoúlia
Angelikí Papoúlia (grec moderne : Αγγελική Παπούλια), née en 1975 à Athènes, est une actrice de cinéma, metteuse en scène et actrice de théâtre grecque.

## Filmographie

### Comme actrice
- 1999 : Whoopee (court métrage)
- 2000 : Panta hthes vrady (court métrage)
- 2001 : Sleepy Lights (court métrage)
- 2001 : Alexandria
- 2002 : Rain (court métrage) : la jeune assureure
- 2002 : Matchbox : Kiki
- 2008 : Well Kept Secrets - Athanassia : Georgia
- 2009 : Canine (Dogtooth) : la sœur ainée
- 2011 : Alps : l'infirmière
- 2014 : A Blast (en) : Maria
- 2015 : The Lobster : la femme sans cœur
- 2019 : Le miracle de la mer des Sargasses : Élisabeth
- 2020 : Amulet : Miriam
- 2020 : Green Sea (it) (Πράσινη θάλασσα) : Anna
- 2021 : Cryptozoo : Phoebe
- 2021 : Œil oignon de Michel Zumpf
- 2022 : Human Flowers of Flesh (en) : Ida
- 2025 : Vers un pays inconnu : Tatiana

### Comme productrice
- 2011 : Alps